# سن-آدرین، کبک
سن-آدرین (به فرانسوی: Saint-Adrien) شهری در منطقه شهری له سورس ناحیه استری در استان کبک کانادا است. در سرشماری سال ۲۰۱۱ این شهر ۵۰۰ نفر جمعیت داشته‌است و مساحت آن ۹۷٫۵۹ کیلومتر مربع است.